# هاميلتون جي إيوارت
هاميلتون جي إيوارت (بالإنجليزية: Hamilton G. Ewart)‏ (و. 1849 – 1918 م) هو سياسي، ومحام، وقاض من الولايات المتحدة الأمريكية ولد في كولومبيا، كارولاينا الجنوبية.
وهو عضو في الحزب الجمهوري .